# Demba Savage
Pour les articles homonymes, voir Savage.
Demba Savage, né le 17 juin 1988 à Banjul, est un footballeur international gambien.

## Palmarès
FC Honka
- Coupe de la Ligue de Finlande
  - Vainqueur (1) : 2011

 HJK Helsinki
- Championnat de Finlande
  - Vainqueur (4) : 2012, 2013, 2014 et 2017

 BK Häcken
- Coupe de Suède
  - Vainqueur (1) : 2016